# Lepidotrigla longimana
Lepidotrigla longimana är en fiskart som beskrevs av Li, 1981. Lepidotrigla longimana ingår i släktet Lepidotrigla och familjen knotfiskar. Inga underarter finns listade i Catalogue of Life.